# Бакуменко Володимир Петрович
Володим́ир Петро́вич Баку́менко — старший прапорщик Збройних сил України, учасник російсько-української війни.

## З життєпису
Станом на 2012 рік — старший технік, 2-й танковий батальйон, 1-а окрема танкова бригада.
В складі бригади брав участь у боях за Донецький аеропорт на танку Т-64 «Булат», навідник. Повертаючись з летовиська, помітили ворожий розрахунок, «Булат» за секунди розігнали до надзвичайної швидкості та пролетіли повз засідку, при цьому влучно вистрілили по ворогу. Терористи цей момент відзняли й виклали у Інтернет, назвавшии його «Летающий танк».

## Нагороди
За особисту мужність і героїзм, виявлені у захисті державного суверенітету та територіальної цілісності України, вірність військовій присязі під час російсько-української війни нагороджений
- орденом «За мужність» III ступеня (4.12.2014)